# Alex Gonzalez (baseball, 1973)
Pour les articles homonymes, voir Alex Gonzalez et Gonzalez.
Alexander Scott Gonzalez (né le 8 avril 1973 à Miami, Floride, États-Unis) est un joueur d'arrêt-court au baseball qui a joué dans les Ligues majeures de 1994 à 2006.